# U.S. Route 641
La U.S. Route 641 (US 641) est une US Route auxiliaire de la US 41 parcourant 165,45 miles (266,27 km) entre Clifton, Tennessee et Marion, Kentucky. Bien qu'elle soit une route auxiliaire de la US 41, les deux routes ne se rencontrent plus. En 1968, le segment se trouvant entre Marion, Kentucky et Evansville, Indiana a été décommissionné. La US 641 rencontrait alors sa route-mère à Evansville.

## Description du tracé

### Tennessee
La US 641 débute au sud de Clifton à la jonction avec la US 64. Elle prend la direction nord jusqu'à Clifton, où elle bifurque vers l'ouest et le nord-ouest. Elle passe par Decaturville, où elle reprend la direction nord, puis Parsons et Camden. À Camden, elle bifurque vers le nord-ouest jusqu'à Paris, puis, reprend la direction nord jusqu'à la frontière du Kentucky, en passant par Puryear.

### Kentucky
La US 641 entre au Kentucky à Hazel et prend la direction nord. Elle atteint Murray et, à Benton, rejoint l'I-69. LEs rotues forment un multiplex vers le nord jusqu'à Draffenville, où elles se séparent. La US 641 prend alors la direction nord-est et rejoint la US 62 près de Calvert City. Les routes forment un multiplex vers le nord-est en longeant la rivière Cumberland et l'I-24 / I-69 jusqu'à Eddyville, où elles se séparent. La route prend alors la direction nord en passant par Fredonia avant d'atteindre Marion. À Marion, à l'intersection avec la US 60, la US 641 prend fin.

## Intersections majeures
Tennessee
 US 64 près de Clifton
 US 412 à Parsons
 I-40 près de Holladay
 US 70 à Camden
 US 79 à Paris
Kentucky
 I-69 à Benton. Les routes forment un multiplex jusqu'à Draffenville.
 US 68 à Draffenville. Les routes forment un multiplex dans la ville.
 US 62 près de Calvert City. Les routes forment un multiplex jusqu'à Eddyville.
 I-24 / I-69 à Kuttawa
 US 60 / KY 91 à Marion